# Naenaria rufifemorata
Naenaria rufifemorata là một loài tò vò trong họ Ichneumonidae.